# Calyptranthes tricona
Calyptranthes tricona är en myrtenväxtart som beskrevs av Carlos Maria Diego Enrique Legrand. Calyptranthes tricona ingår i släktet Calyptranthes och familjen myrtenväxter. Inga underarter finns listade i Catalogue of Life.